# Austroasca loweri
Austroasca loweri är en insektsart som beskrevs av Irena Dworakowska 1971. Austroasca loweri ingår i släktet Austroasca och familjen dvärgstritar. Inga underarter finns listade i Catalogue of Life.